# François Léotard
François Léotard (ur. 26 marca 1942 w Cannes, zm. 25 kwietnia 2023) – francuski polityk i samorządowiec, parlamentarzysta oraz minister, lider Partii Republikańskiej i Unii na rzecz Demokracji Francuskiej.

## Życiorys
Brat aktora Philippe’ Léotarda. W młodości krótko był działaczem lewicowej Parti socialiste unifié, brał udział w akcjach przeciwko wojnie algierskiej. Później przygotowywał się do życia zakonnego w jednym z opactw benedyktyńskich. Podjął jednak studia prawnicze na Uniwersytecie Paryskim, następnie kształcił się w Instytucie Nauk Politycznych w Paryżu oraz w École nationale d’administration, uzyskując promocję w 1973. Pracował na stanowiskach urzędniczych w prefekturach, był również członkiem gabinetu politycznego ministra spraw wewnętrznych Michela Poniatowskiego.
Zaangażował się w działalność polityczną w ramach francuskiej centroprawicy. Zajmował różne stanowiska w administracji samorządowej. W 1977 objął urząd mera Fréjus. Miejscowością tą kierował do 1997. Zasiadał również w radzie departamentu Var (1977–1988) oraz regionu PACA (1998–2004). W 1978 po raz pierwszy został wybrany do Zgromadzenia Narodowego w jednym z okręgów departamentu Var. Z powodzeniem ubiegał się o reelekcję w wyborach krajowych w 1981, 1986, 1988 i 1993, wyborach uzupełniających w 1995 i wyborach krajowych w 1997.
W latach 1982–1988 kierował Partią Republikańską jako jej sekretarz generalny, następnie do 1990 jako jej przewodniczący. Ponownie był przewodniczącym tego ugrupowania w latach 1995–1997. Od marca 1986 do maja 1988 sprawował urząd ministra kultury i komunikacji w rządzie, którym kierował Jacques Chirac. Ponownie w skład francuskiego gabinetu wszedł w marcu 1993 – w rządzie Édouarda Balladura został ministrem stanu i ministrem obrony. W kampanii prezydenckiej w 1995 wsparł urzędującego premiera, po zwycięstwie Jacques’a Chiraca w maju 1995 odszedł z rządu. W 1996 został przewodniczącym federacyjnej Unii na rzecz Demokracji Francuskiej. W okresie pełnienia przez niego tej funkcji z UDF wystąpiła Demokracja Liberalna, powołana z przekształcenia Partii Republikańskiej. W tym samym roku François Léotard zrezygnował z kierowania partią, został zastąpiony przez François Bayrou.
W 2001 złożył mandat deputowanego, po czym z uwagi na stan zdrowia wycofał się z aktywnej działalności politycznej. W 2004 został skazany na karę 10 miesięcy pozbawienia wolności z warunkowym zawieszeniem jej wykonania za nielegalne finansowanie Partii Republikańskiej. W 2007 wspierał kandydaturę Nicolasa Sarkozy’ego na urząd prezydenta.